# Figaro striatus
Figaro striatus is een vissensoort uit de familie van de Pentanchidae. De wetenschappelijke naam van de soort is voor het eerst geldig gepubliceerd in 2008 door Gledhill, Last & White.